# Hylváty
Hylváty jsou částí města Ústí nad Orlicí. Nachází se na jihovýchodním okraji města podél toku říčky Třebovka.

## Název
Vesnice mezi Českou Třebovou a Ústím nad Orlicí bývala nazývaná Krátká Třebová. Z roku 1358 pochází doklad o jméně Hulwadorf, jež je odvozené od německého „Hülwe“ (ve středověké němčině kaluž, louže). Název se později transformoval do podoby Hilbetten. Český název Hylváty je poprvé doložen roku 1544.

## Historie
První písemná zmínka o vesnici pochází z roku 1358.

## Pamětihodnosti
- Kaple svaté Anny - tato barokní kaple z roku 1755 postavená z iniciativy ústeckého děkana Jana Leopolda Mosbendera na místo chátrající kaple, připomenuté kolem roku 1600. V průčelí kaple je kamenná socha svaté Anny, která je dílem Alexia Cyriaka. Před kaplí stojí kříž z roku 1819 s reliéfem Bolestné Panny Marie.
- roubenky
- Sady Svatopluka Čecha

## Osobnosti
- Jarmila Halbrštátová–Kaplanová (1924–2020) – veteránka druhé světovové války, prožila zde dětství
- Jaroslav Kulhavý (* 1985) – biker, cyklista, olympijský vítěz

Mezi současné osobnosti, pocházející z Hylvát patří:
- Lukáš Novák - profesionální hasič, špičkový požární sportovec v disciplíně TFA, dvojnásobný mistr světa, několikanásobný mistr Evropy i ČR
- Filip Gabalec - docent na Univerzitě Karlově, Lékařské fakultě v Hradci Králové, endokrinolog interní hematologické kliniky Fakultní nemocnice v Hradci Králové.
- Oldřich Kopecký - docent na Technické Univerzitě v Liberci, kde se na katedře biologie a ekologie věnuje studiu invazní biologie